# 1985 (ボウリング・フォー・スープの曲)
「1985」（ナインティーンエイティファイブ）は、2004年にポップ・パンクのバンドであるボウリング・フォー・スープが Billboard Hot 100で最高23位まで上昇させ、アルバム『A Hangover You Don't Deserve』に収録した曲。もともとは、ミッチ・アラン (Mitch Allan) が率いたバンド、SR-71 が2004年5月21日に日本でのみリリースされたHere We Go Againに収録されていた曲。アメリカではバンドのウェブサイトでのみ入手可能となっていた。

## 起源
SR-71 の公式ウェブサイトによると、バンドの友人である、ボウリング・フォー・スープのジャレット・リディック (Jaret Reddick) が、（SR-71のアルバム『Here We Go Again』）に収録されたこの曲を聴いて、自分のバンドでカバー・バージョンを作りたいと求め、承認を得て、レコーディングをしたとされている。しかし、ボウリング・フォー・スープの公式ウェブサイトによると、アランの方からリディックに電話をして、カバーしてもらえないかと頼んだとされている。いずれにせよ、原曲の歌詞に少し手を加えたボウリング・フォー・スープのバージョンの方が、大多数のアメリカ合衆国のラジオ聴取者にとって聞き慣れたものとなり、チャートを上昇したのである。

## 内容
歌詞は、現代のポップ・カルチャーへの不満を述べたもので、歌い手は、1980年代半ばポップ・カルチャーの方が良かったと主張する。これは、発表当時の「レトロ」ブームと1980年代ポップ・カルチャーへの関心の高まりを反映したものである。
「Bruce Springsteen, Madonna, Way before Nirvana（ブルース・スプリングスティーン、マドンナ、まだニルヴァーナよりずっと前）」という歌詞は、2008年のツアーで参加したドイツ・ベルリンのフェスティバルで、聴衆がセットに入る前からこの部分を合唱する事態が起こった後、バンドによって「Stacy, Madonna, Melting in the lava（ステイシー、マドンナ、溶岩に溶けていく）」という歌詞に変えられた。しかし、その後も、ときによっては以前の歌詞で歌われることもある。

## 1980年代文化への言及
ボウリング・フォー・スープ版の歌詞は、オリジナルである SR-71 版とは異なっており、双方における1980年代への言及にも、一部に異同がある。オリジナル版にあった言及の一部は削除されて、新たに別の言及に置き換えられており、オリジナルで同じ歌詞を繰り返す行に代えて、新たな言及が織り込まれた箇所もある。

### 歌詞における言及例
- オリジナルのSR-71版だけにある歌詞「Never knew George was gay, hoped they'd hook up one day（ジョージがゲイだとも知らず、いつか結ばれると思ってた）」は、ワム!のジョージ・マイケルが後年になってから同性愛者であると明らかにしたことへの言及である。
- ボウリング・フォー・スープ版だけにある歌詞は、なぜサミー・ヘイガーがヴァン・ヘイレンで歌っているのかと尋ねている。
- 「When did Motley Crue become classic rock?（モトリー・クルーはいつからクラシック・ロックになったんだ?）」という問いは、クラシック・ロック系のラジオ局が、ローリング・ストーンズやレーナード・スキナードのような定番と並んでクラシック・メタルのバンドを流すようになってきたことへ言及している。
- ボウリング・フォー・スープ版だけにある歌詞は、シットコムとクイズ番組が人気で、リアリティ番組など存在していなかった時代を反映している。
- ボウリング・フォー・スープ版だけにある「...on the radio」という部分の歌詞は、1981年にMTVが開局したとき最初に流した曲であるバグルスの「ラジオ・スターの悲劇」で、本体の歌詞を歌う声に似た、（加工された）音色で歌われている。
- MTVでは、まだミュージック・ビデオが流れていた、というのは、1992年のMTVのリアリティ番組『The Real World』が突然大人気となって以降、ミュージック・ビデオを以前ほど流さなくなったと批判されたことを踏まえている。
- ボウリング・フォー・スープ版だけにある歌詞は、俳優になる前のオジー・オズボーンに言及している。
- マドンナやブルース・スプリングスティーンは、ニルヴァーナがグランジ人気を巻き起こした1990年代はじめよりずっと前から人気があった。
- 歌詞の中では、ボウリング・フォー・スープ版だけに見えるデュラン・デュランのほか、U2、ブロンディにも言及がある。
- 映画への言及としては、『ブレックファスト・クラブ』、『プリティ・イン・ピンク/恋人たちの街角』、ボウリング・フォー・スープ版だけにある『セント・エルモス・ファイアー』、SR-71 版だけにある『初体験/リッジモント・ハイ』が盛り込まれている。ただし、『プリティ・イン・ピンク』が公開されたのは1986年であり、1985年には公開されていなかった。また、これらの映画のうち、『リッジモント・ハイ』以外は、「ブラット・パック」と称された若い俳優たちが出演していた。
- 「She rocked out to Wham, Not a big Limp Bizkit fan（ワム!にはノリノリだったけど、リンプ・ビズキットはそれほどファンじゃない）」は、リンプ・ビズキットが1995年にニュー・メタルを始めるよりずっと昔から、ワム!に人気があったことへの言及である。リンプ・ビズキットは、ワム!のボーカルだったジョージ・マイケルのソロ曲「フェイス (Faith)」を編曲して演奏している。
- ボウリング・フォー・スープ版では、ヘビ革のミニスカートへの言及がある。

### ボウリング・フォー・スープ版のミュージック・ビデオの映像への参照例
- ロバート・パーマーの「恋におぼれて (Addicted to Love)」
- ジョージ・マイケルの「フェイス」
- ホワイトスネイクの1987年版の「Here I Go Again」におけるタウニー・キテイアン (Tawny Kitaen) の車のボンネット上のダンス。
- このほか、モトリー・クルーに扮して演奏するシーンが含まれている[3]。

## チャート
| チャート（2004年）                                     | 最高位 |
| ------------------------------------------------------ | ------ |
| ARIAチャート（オーストラリア）                         | 22     |
| アイルランド・シングル・チャート (Irish Singles Chart) | 36     |
| 全英シングルチャート                                   | 35     |
| 全米 Billboard Hot 100                                 | 23     |